# Boudafal
 (décembre 2014).
Boudafal (en berbère : Budafal se traduisant par «pays du lierre ») est un village de Grande Kabylie en Algérie situé à 3 km au nord-est de Aïn El Hammam (ex Michelet) et à une altitude de 900 m. Il fait partie de la tribu At Yehya et est rattaché administrativement à la commune de Aïn El Hammam. Il dispose d’une école primaire, d'une maison des jeunes, d’un dispensaire médical.

## Histoire

### Fondation (1750-1830)
Le village a été édifié vers la fin du xviiie siècle après le rassemblement des premières familles qui sont venues de lieux limitrophes du chef-lieu actuel : il y a eu l’exode du village Oughzif, situé au nord dénommé aujourd’hui Thighilt Ikherban (Ixerban, c'est-à-dire les ruines). Après l’exode, une partie des familles s'est installée à Boudafal, tandis que l’autre s’est dispersée dans les villages alentour. D’autres familles habitant les hameaux voisins (M'hasane, Tizi-guendra situés au sud, Tizibbwa au sud-est et Taâwint à l'ouest) sont venues s’installer à Boudafal pour former le premier noyau du village sous deux groupes (clans/iderma) dans le village : At Abdelmelk, At Laâlam, auxquels s'ajoutèrent d'autres familles venues de différentes régions s’installer au village.

Quelques participants du village au soulèvement de la Kabylie de 1871 (sous le commandement de Muḥemmed At Meqqran (El Mokrani) et Ccix Aḥeddad (Belhaddad); source : Gouvernement général civil d'Algérie, arrêté du 5 avril 1872.
ALi U Amar (Ait Abdelmalek)
Muḥemmed U Sliman (Ait Abdelmalek), tué devant le fort Napoléon (Larbaâ n At Iraten)
Muḥemmed U Abdelmelk (Ait Abdelmalek), blessé devant le fort Napoléon.

### Guerre d’Algérie (1954-1962)
Pendant la guerre d’indépendance nationale, le village a été une plaque tournante pour l’organisation de la logistique FLN/ALN pour les villages enclavés dans la zone est des At Yehya, At Frawsen, At Idjer à la suite de l’instauration des zones interdites et du rationnement de l’alimentation pour isoler l’ALN de la population. Le village a été évacué par l’armée française le 25 juin 1960 puis devenu zone interdite jusqu’en 1962, fin de la guerre et l'indépendance de l'Algérie.

#### Maquisards et civils tués par l’armée française (1954-1962)
Aït Abdelmalek Belkacem, Mohand Saïd, Tahar et Ahmed (dit Hmed U Rabah, ancien responsable FLN/ALN du secteur) ; Aït Taleb Belaïd, Akil Belaïd, Ben Hamoudi Mouloud, Berkoune Azwaw, Illikoud Tahar, Oulamara Hocine et Ammar, Tigzirine Mohamed et Akli.
Un poème à la mémoire de Hmed U Rabah, composé par les femmes du village après sa mort au combat :
A taddart n Budafal, icban zenqa n Lezzayer
Ihkem-itt Hmed U Rabah iγil as-d-tegri liser
Ma d netta tura yemmut amek ad xedmeγ a laâmer.

#### Refuge de Mekraz (1945-1955)
Ce refuge, maison forestière d'Amezyan At Abdelmelk, est situé dans la vallée de Taghzout à 2,5 km du village ; il a été créé vers 1945. Plusieurs personnalités de la guerre de libération y ont séjourné : Krim Belkacem (colonel, créateur de la Wilaya 3), Amar Ouamrane (colonel, créateur de la Wilaya 4), Ali Mellah (colonel, créateur de la Wilaya 6 du Sahara, soigné dans ce refuge après une blessure au combat en 1955), Mohammedi Saïd (colonel de la Wilaya 3, y a assuré les premières formations militaires après 1954), Amirouche (colonel de la Wilaya 3), Amar At Chikh ancien officier ALN responsable de la région de Michelet, Babouche Saïd (Muhend Arezki), organisateur de l’attaque du 1er novembre 1954 à Michelet, de Tizi Ldjamâ en janvier 1955 et celle du 1er novembre 1955 à Michelet (condamné à mort et guillotiné à la prison Barberousse/Serkadji,le 8 avril 1957).

#### Refuges des maquisards dans le village (1955-1960)
Maison d'Amezyan At Abdelmelk (1955-1958) ; maisons d'Illikoud Rabah et Mohand (1958-1960, année de l’évacuation du village le 25 juin 1960). Principal agent de liaison de l’ALN : Ouerdya At Belqasem (Aït Taouit Ouerdya).

### Mouvement Amazigh de 1980
Mobilisation importante des jeunes du village, comme tous les autres villages, lors des manifestations pacifiques pour le reconnaissance de la langue amazigh et de l’amazighité ; Boudafal était le relais à Michelet pour la diffusion de la revue Tafsut et des tracts du MCB (Mouvement Culturel Berbère) ; c’était une des caches pour le matériel de reproduction dans la clandestinité (ronéo, graveur électronique, stocks de papier…). Une réunion importante des animateurs du MCB s’est déroulée début septembre 1981 à Boudafal (lieu : Tasga n Drar). La décision de lancer un appel à la grève générale en Kabylie pour le 16 septembre 2001 au nom du MBD (Mouvement pour le berbère et la Démocratie) a été prise ce jour-là. C’était le premier appel émis hors de la communauté universitaire de Tizi Ouzou. Les participants à cette réunion : Saïd Sadi, Hend Sadi, Mhenni Ferhat, Ait Abdelmalek Larbi, Aomer Oulamara…). L’appel à la grève du 16/09 fut un échec. La répression du pouvoir a été immédiate (interpellations de militants à Tizi Ouzou, incorporations abusives au service militaire…). Des militants du MCB étaient entrés dans la clandestinité.

## Population

### Les familles actuelles de Boudafal
At Abdelmelk (Aït Abdelmalek, Ben Abdelmalek), At Aâqil (Akil), At Hemmudi (Ben Hamoudi), At U Mezyan (Illikoud), At Taleb (Aït Taleb), At Belqasem (Aït Taouit), At U Sâid (Berkoune), At Si Hmed (Tigzirine, Tigziri), At Mesbah (Ben Mesbah), At Izerxef (Izerkkef), At Lamara (Moudjeb), At Mensur (Ould Mansour), At Hemmu (Aït Sedri), At Ammar (Oulamara). Plusieurs familles se sont éteintes : At U Musa, At U Fetta et At Amrat, Il existe 2 Sous-groupes (clans/iderma) dans le village : At Abdelmelk, At Laâlam, At Taâwint.

### Hameau Buaâgach
Ce hameau composé de quelques familles, situé au-delà du ruisseau Asif U Aâisa et faisant partie de la tribu limitrophe des At Mangellat, était rattaché au village Boudafal pour toutes les actions de solidarité et de travaux d’intérêt général, enterrements et festivités (timechret, zerda à Aguni Aâriba et Sidi Zeggan…). Cette association s’est arrêtée après la fin de la guerre d’indépendance en 1962.

### Émigration vers la France
Ameqqran At Taleb (Aït Taleb Amokrane, 1893-1984) est le premier homme du village Boudafal qui émigra vers la France en 1915. À son premier retour au village puis son nouveau départ, il a été accompagné par d’autres volontaires à l’exil.

## Économie
L’élevage et l’agriculture étaient les principales activités des habitants du village grâce au relief assez doux des collines environnantes permettant le labourage et l’arboriculture. La proximité des cours d’eau à l’est (Asif n Yehyi) et à l’ouest (Asif U Aïsa) avait permis une culture vivrière importante. Il y avait plusieurs moulins sur ces cours d’eau (tisirt n At U Saïd, tisirt n Mekraz, Tisirt n Tuzzalt, Tisirt U Aïsa). Pratique du tissage artisanal de la laine (tapis, couvertures, habits, burnous…). Jusqu’aux années 1950, il y avait aussi une production de charbon de bois dans la forêt Ihriqen. Aujourd’hui, il subsiste peu d’activités agricoles dans le village (huile d’olive, quelques jardins maraîchers, élevage d’ovins et caprins).

## Politique
Aït Abdelmalek Ahmed, dit le Lion par ces camarades (1928-1958), ancien militant du PPA-MTLD en France, membre du comité fédéral, faisait partie des constestataires lors de la crise dite berbériste, exclu du parti en 1949 ; il était permanent de la CGT - RATP chargé de suivre les affaires nord-africaines ; il rentré au pays en 1956 et rejoint le FLN-ALN ; il était responsable politique FLN/ALN du secteur de Boudafal de 1956 jusqu’à sa mort au combat le 6 décembre 1958, dans un accrochage avec l'armée française : 
TIGZRI Abdellah dit Rabah At Si Hmed (1943-2020) ; membre de la fédération de France du FLN-ALN, Responsable "zonal" de la région de Lyon jusqu'à 1962.
Messaoud At Ammar (Messaoud Oulamara, 1913-2001) : ancien responsable à Michelet depuis 1938 du PPA, MTLD, FLN/ALN, puis FFS ; Membre du groupe ALN qui organisa les actions du 1er novembre 1954 et du 1er novembre 1955 à Michelet, officier de l’ALN, cadre de la Nation. 
Rachid At Si Hmed (Rachid Tigziri, 1951-1994), économiste, ex. Secrétaire national à l’économie du Rassemblement pour la Culture et la Démocratie (RCD). Il a été assassiné le 31 janvier 1994 devant son domicile à Alger Bachdjarah par les terroristes islamistes.

## Culture

### Musique, poésie et médias
- « Saïd Oulamara », Moudjeb Saïd à l’état civil, ancien danseur et animateur de fêtes avec les troupes de musique traditionnelle (idebbalen) ; personnage célèbre en Haute Kabylie

- Amer Malek (Ait Abdelmalek Amar)(1948-2004), chanteur compositeur

- Mestafa n Budafal (Aït Abdelmalek Mustapha, 1966), musicien, joueur de tambourin (adebbal)

- Aït Sedri Yamina née Abdeslam, poétesse

- Chabane Oulamara (1973-2005), poète (Azamul n tmusni)[1]

- Berkoune Karim, chanteur compositeur
- Berkoune Amar, chanteur compositeur

- Miss Amazigh 2011 (concours BRTV Paris) : Tounsia Aït Abdelmalek

### Sport
Maître Larbi Aït Abdelmalek (1944), professeur de Vô Viêt Nam (Kung Fu) ; il a introduit cet art martial en Algérie en 1973. Actuellement, on dénombre des milliers de pratiquants de cet art dans plusieurs villes d’Algérie.

### Littérature, société et recherche scientifique
- Larbi Aït Abdelmalek (1944) : Le Vô Viêt Nam en Algérie (Ed. ENL, Alger 1985)

- Messaoud Oulamara (1913-2001) ; Les sentiers de l’honneur (Iberdan n tissas), dans le Mouvement de Libération Nationale en Haute Kabylie, du PPA au FFS, (autobiographie militante) (Ed. Le Pas Sage, Alger 2007, Ed. Koukou, Alger 2013, Ed. L'harmattan, Paris 2014)

- Aumer U Lamara (Aomer Oulamara, 1952), membre fondateur en 1985 de la ligue algérienne de défense des droits de l’Homme ; animateur du MCB, ancien enseignant de langue berbère à l’université de Tizi Ouzou ; Il a déjà publié :
  1. Tullianum-Taggara n Yugerten (la fin de Jugurtha) (Editions HCA, 2008), Editions ANEP 2016
  2. Akkin i Wedrar (Au-delà de la montagne) (Ed. Achab, 2011)
  3. Omaha Beach - Ass-A d Wussan (Jour J. et Souvenirs) (éditions du FNACAFA, 2009)
  4. Muhend Abdelkrim - Di Dewla n Ripublik (Du temps de la République du Rif (L'Harmattan, Paris 2012)
  5. Recueil et traduction en français du livre « Iberdan n tissas (Les Sentiers de l’Honneur) » de Messaoud Oulamara (Ed. Koukou 2013, Ed. L'Harmattan 2014
  6. Timlilit di 1962 (ungal), Editions Achab, Tizi Ouzou, 2015 ; prix "Rachid Aliche" du meilleur roman en 2016 (Fondation Tiregwa, Ottawa, Canada)
  7. Taârabt-tinneslemt n usekkak (l'arabo-islamisme de l'imposture), tamsirt (essai), Editions Achab, Tizi Ouzou, 2016.
  8. Agadir n Roma (ungal), Editions Achab, Tizi Ouzou, 2019 ; prix "Rachid Aliche" du meilleur roman en 2020 (Fondation Tiregwa, Ottawa, Canada)
  9. Taseddarit (ungal), Editions Achab, Tizi Ouzou, 2022.
  10. Tudert deg iseɣ, traduction en tamaziɣt des mémoires politiques, "une vie debout", de Mohammed Harbi. Koukou Editions 2024.

- Nora Tigziri (At Siḥmed) : Professeur des Universités, professeur au Département de Langue et Culture Amazighes (DLCA). Directrice du Laboratoire d'Aménagement de l'Enseignement de la Langue Amazighe (LAELA) à l'université Mouloud Mammeri de Tizi Ouzou (UMMTO).
  1. « Ait Menguellet par les textes » un ouvrage consacré au poète-philosophe. Édité par Koukou édition, le livre est composé de deux parties. Dans la première partie, l’auteure, Noura Tigziri, professeur des universités, propose une étude lexicographique. À l’aide d’un logiciel, elle dissèque l’œuvre du poète, mettant en exergue des occurrences bien choisies et replacées dans leur contexte sociopolitique. Dans la deuxième partie, elle a retranscrit tous les textes de Lounis Aït Menguellet depuis sa première chanson en 1967, Ma truḍ, jusqu’à son dernier album, Isefra, sorti en 2014.

- Zohra Ait Abdelmalek - Protestants en Algérie, Éditions Olivetan, 2004.